# Petrovo (Słowacja)
Petrovo – wieś (obec) na Słowacji położona w kraju koszyckim, w powiecie Rożniawa. Znajduje się w regionie geograficznym Revúcka vrchovina, u południowych podnóży szczytu Ždiar, w dolinie potoku będącego dopływem rzeki Štítnik. 
Pierwsze wzmianki o miejscowości pochodzą z roku 1320. 
Według danych z dnia 31 grudnia 2012, wieś zamieszkiwało 105 osób, w tym 60 kobiet i 45 mężczyzn.
W 2001 roku pod względem narodowości i przynależności etnicznej 99,04% mieszkańców stanowili Słowacy, a 0,96% Czesi.
Ze względu na wyznawaną religię struktura mieszkańców kształtowała się w 2001 roku następująco:
- Katolicy rzymscy – 2,88%
- Ewangelicy – 69,23%
- Ateiści – 27,88%